# Podoctomma javanum
Genre
Espèce
Podoctomma javanum, unique représentant du genre Podoctomma, est une espèce d'opilions laniatores de la famille des Podoctidae.

## Distribution
Cette espèce est endémique de Java en Indonésie. Elle se rencontre sur l'Ijen.

## Description
La femelle holotype mesure 4 mm.

## Étymologie
Son nom d'espèce lui a été donné en référence au lieu de sa découverte, Java.

## Publication originale
- Roewer, 1949 : « Über Phalangodidae II. Weitere Weberknechte XIV. » Senckenbergiana, vol. 30, p. 247–289.